# Среднее гармоническое взвешенное
Среднее гармоническое взвешенное — разновидность среднего значения, обобщение среднего гармонического. Для набора вещественных чисел {\displaystyle x_{1},\ldots ,x_{n}} с вещественными весами {\displaystyle w_{1},w_{2}\ldots ,w_{n}} определяется как
{\displaystyle {\bar {x}}=\sum _{i=1}^{n}w_{i}{\bigg /}\sum _{i=1}^{n}{\frac {w_{i}}{x_{i}}}={\dfrac {w_{1}+w_{2}+\ldots +w_{n}}{w_{1}/x_{1}+w_{2}/x_{2}+\ldots +w_{n}/x_{n}}}.}
В том случае, если все веса равны между собой, среднее гармоническое взвешенное равно среднему гармоническому.
Существуют также взвешенные версии для других средних величин. Наиболее известным является среднее арифметическое взвешенное.

## Пример: средняя скорость
Если тело проходит участок пути длины {\displaystyle s_{1}} со скоростью {\displaystyle v_{1}}, следующий за ним участок пути длины {\displaystyle s_{2}} — со скоростью {\displaystyle v_{2}} и так далее до последнего участка пути длины {\displaystyle s_{n}}, который проходится со скоростью {\displaystyle v_{n}}, то средняя скорость движения тела на всём пути (длины {\displaystyle s_{1}+s_{2}+\ldots +s_{n}}) будет равна взвешенному среднему гармоническому скоростей {\displaystyle v_{1},\ldots ,v_{n}} с набором весов {\displaystyle s_{1},\ldots ,s_{n}}:
{\displaystyle v_{cp}=\sum _{i=1}^{n}s_{i}{\bigg /}\sum _{i=1}^{n}{\frac {s_{i}}{v_{i}}}={\dfrac {s_{1}+s_{2}+\ldots +s_{n}}{s_{1}/v_{1}+s_{2}/v_{2}+\ldots +s_{n}/v_{n}}}.}.